# A magyar forint pénzhelyettesítői
A magyar forint pénzhelyettesítői [a listában felsoroltak úgynevezett helyi pénzek]- vagy ahogy legújabban hívják, forgatható utalványok, alternatív másodlagos fizetőeszközök, továbbá szabad pénz (by Silvio Gesel). Ezek a pénzhelyettesítők, más néven technikai fizetőeszközök, melyek a törvény által kötelezően elfogadni rendelt úgynevezett jogi pénzekkel szemben csupán értékmérő és csereeszköz funkciót teljesítik, viszont nem alkalmasak felhalmozásra ugyanis vagy 0% a kamat vagy negatív  - a XXI. században a helyi kiskereskedők és termelők egyik fontos eszköze a multinacionális cégekkel szemben vívott gazdasági küzdelemben.
A névleges cél a helyi gazdaság élénkítése, amire mind a magyar, mind más nemzeti bankok jogos ellenérvként hangsúlyozzák, hogy ezt a célt a világon sehol sem érik el a hasonló kezdeményezések. És valóban, a magyar próbálkozások is messze alul teljesítik a kitűzött céljaikat. Ennek ellenére mégis sikeresnek mondhatók a pénzhelyettesítők. Ennek bizonyítéka, hogy egyre újabb helyeken vezetik be őket, ahol erősítik a helyi közösségeket. Az elfogadóhelyek köre bővül, a települések a támogatásokat is részben ilyen formában adják. A Magyar Nemzeti Bank ellentmondásosan viszonyul a pénzhelyettesítőkhöz. Nem ellenzi nyíltan őket, de presztízskérdésként kezeli használatukat, hiszen a puszta létük a bank munkájával való elégedetlenséget fejezi ki. Erre utal az utalványként való hivatkozás - korábban azt is szerették volna, ha a forintérték is fel lenne tüntetve rajtuk.
Az utalványokat elfogadó üzleteknek szerződést kell kötniük a kibocsátókkal, náluk vásárláskor általában 5–10%-os kedvezményt adnak a papírutalvánnyal fizetők számára.
A kibocsátók keresik az egymással való együttműködés lehetőségét, bábáskodnak újabb pénzhelyettesítők megvalósításánál. 2011. február 20-án megalapították a Helyi Pénzek Szövetségét.

## Aggályok
- Ahogy a bevezetőben is szerepel, nem sikerül teljesíteni a kitűzött célt, a helyi gazdaság élénkítését. Továbbá nincs szükség a pénzhelyettesítőkre a pénz helyben maradásához. Kutatások kimutatták, hogy a hivatalos bankjegyek is helyben maradnak. Nos a valódi cél nem is a pénz helyben maradása, hanem a kisvállalkozókhoz kerülő arány növelése.
- A forinthoz viszonyított átváltási arány 1:1-hez, de az esetleges visszaváltáskor a kibocsátónál visszaváltási jutalékot vonnak le a költségek fedezésére, így a beváltó rosszul jár. De magánszemélyek nem válthatják vissza az utalványokat - azok főleg ebben különböznek a régen használatban levő szükségpénzektől - csak vásárolhatnak vele. Az elfogadóhelyek viszont a feltételek tudatában kötnek szerződést a kibocsátóval, így senkit sem ér kár.
- Fennáll bizonyos csődkockázat a kibocsátóval szemben. Ha a kibocsátó tönkre megy, a kiadott utalványok értéküket vesztik. Azonban a legtöbb kibocsátó az utalványok 100%-os fedezetét letétbe helyezi a bankjánál.
- A pénzhelyettesítők könnyebben hamisíthatók, míg a hivatalos bankjegyek biztonsági téren folyamatosan megújulnak. Ez igaz, de a helyi kiadások hamisítványait csak lokálisan lehetne forgalomba hozni, így sokkal nagyobb eséllyel kapnák el az esetleges hamisítókat. Emellett a pénzhelyettesítők kibocsátói is igyekeznek biztonsági elemeket beépíteni.

## Soproni Kékfrank
Az elsőként sikeresen kibocsátott pénzhelyettesítő a Sopronban és környékén használatos Kékfrank.
A 2009 szeptemberében Perkovátz Tamás által életre keltett Ha Mi Összefogunk Európai Szövetkezet forgalmazza a soproni kékfrankosról elnevezett kékfrankot. Már az alapításnál cél volt, hogy az új pénzt egy határokon átnyúló régióban lehessen használni. Az utalványok háromnyelvűek (magyar, német és horvát).
A kékfrankra váltott forintokat a Rajkai Takarékszövetkezetnél betétként helyezik el. Céljuk szerint az első évben százmillió kékfrank értékű utalványt szerettek volna kibocsátani. Ezzel szemben több éven keresztül nagyságrendileg tízmillió kékfrank van forgalomban. Míg az induláskor 381 elfogadóhelyen lehetett használni, addig, a honlapjuk alapján 2011-ben 444 soproni és 40, a környékbeli településen található helyen fogadták el fizetőeszközként, 2016-ban pedig 661 helyen.
A kibocsátás dátuma 2010. május 7. Az utalványok tervezője Tranta Péter és Gerencsér Tamás. A címletek megegyeznek a forint bankjegyek címleteivel.
Az 500 Kfr motívumai Esterházy Pál és Fraknó vára, az 1.000 Kfr-osé Kitaibel Pál és Márcfalva, a 2.000 Kfr-osé Pejacsevich László és a sporoni Pejacsevich-palota, az 5.000 Kfr-osé Lackner Kristóf és egy a XVII. században Sopronról készült metszet, a 10.000 Kfr-osé Joseph Haydn és a fertődi kastély, a 20.000 Kfr-osé pedig Liszt Ferenc. A címletek közös motívuma természetesen Sopron jelképe, a Tűztorony.

## Balatoni Korona
A Kékfrank sikeres kibocsátása hatalmas lendületet adott a hasonló kezdeményezéseknek. Legkorábban a Veszprémben kiadott Balatoni Korona jelent meg.
A Balatoni Koronát 7 Veszprém megyei település (Veszprém, Várpalota, Balatonfüred, Balatonalmádi, Litér, Tihany és Nemesvámos) önkormányzata, a megyei iparkamara és a Kinizsi Bank által alapított Balatoni Korona ZRt. bocsátja ki. Változás tehát a Kékfrankhoz képest, hogy itt már nem magánszervezet a kezdeményező.
Itt is az egy éven belüli százmilliós értékű kibocsátás volt a cél, amiből 2016-ig csak 10-20 millió korona közötti értéket sikerült elérni, miközben az utalványokkal 216 elfogadóhelyen lehet fizetni. A Balatoni Korona rendelkezik érvényességi idővel, ami 2016. december 31. Ezután az utalványok nem használhatók.
A kibocsátás dátuma 2012. március 22. Az utalványok tervezője a forint bankjegyekkel már bizonyító Vagyóczky Károly. A címletek megegyeznek a forint bankjegyek címleteivel. Az utalványok magyar és angol nyelvűek, gondolva arra, hogy a külföldi turisták is bizalommal használhassák azokat.
Az 500 BK motívumai Jókai Mór és a balatonfüredi Kossuth Lajos-forrás ivócsarnoka, az 1.000 BK-é Horváth Balázs és a veszprémi Brusznyai Árpád emlékmű, a 2.000 BK-é Thury György és a várpalotai Thury vár, az 5.000 BK-é Óvári Ferenc és a balatonalmádi erődtemplom, a 10.000 BK-é Gizella királyné és Veszprém látképe, a 20.000 BK-é I. András és a Tihanyi apátság.

## Bocskai Korona
Kevéssel a Balatoni Korona kiadása után jelent meg Hajdúnánáson a Bocskai Korona.
A Bocskai István koronájáról elnevezett utalványt a Hajdúnánási Holding Zrt. adja ki. A korábbi pénzhelyettesítőktől eltérően a koronát eredetileg inkább helyi, mint regionális használatra szánták, és csak 2016-ban kezdtek terjeszkedni más hajdúsági települések felé. A jóval kisebb használói kör eleinte sokaknál kétkedésre adott okot a sikeres bevezetéssel kapcsolatban, de így erősebb lett az utalvány lokálpatrióta jellege. A kibocsátó kezdetben sok energiát fordított népszerűsítésre. Rendszeresen közölték az elfogadóhelyek listáját a helyi sajtóban, nyereményjátékokat tartottak.
Az erőfeszítések eredményeképp 2016 elején a körülbelül 25 millió korona értékű utalványt 96 elfogadóhelyen lehet felhasználni. A Bocskai Korona érvényességi ideje a balatoni testvéréhez hasonlóan 2016. december 31.
A Korona sikeréhez hozzájárult az utalványok kiemelkedően tetszetős külleme, amelynek tervezője Horváth Andrea. A kibocsátás dátuma 2012. július 22. A címletek megegyeznek a forint bankjegyek címleteivel. Az utalványok magyar, angol és lengyel nyelvűek.
Az utalványok közös motívuma a szalma. Emellett az 500 BK motívumai a kerecsensólyom és a mangalica, az 1.000 BK-é a racka juh és a kilenclyukú híd, a 2.000 BK-é a darutánc és a ménes, az 5.000 BK-é a túzok és a hajdúnánási református templomról 1860-ban készült metszet, a 10.000 BK-é a gyalogos hajdú és a szürkemarha, a 20.000 BK-é pedig maga Bocskai István és koronája.

## Tokaji Dukát
http://www.tokajidukat.hu/ Archiválva 2017. szeptember 11-i dátummal a Wayback Machine-ben